# إبراهام فان بيرن
إبراهام فـان بيرن (بالإنجليزية: Abraham Van Buren)‏ هو عسكري وأمين سر أمريكي، ولد في 27 نوفمبر 1807 في Kinderhook, New York ‏ في الولايات المتحدة، وتوفي في 15 مارس 1873 في نيويورك في الولايات المتحدة.